# Episodi di Hamburg Distretto 21 (nona stagione)
La nona stagione della serie televisiva Hamburg Distretto 21 è stata trasmessa in Germania ogni giovedì alle ore 19,25 sulla rete televisiva ZDF dal 18 settembre 2014 al 9 aprile 2015. In Italia è trasmessa sulla rete Premium Action dal 21 settembre 2015.
Protagonisti della stagione sono le coppie di ispettori formate da Mattes Seeler (Matthias Schloo) e Melanie Hansen (Sanna Englund), Tarik Coban (Serhat Cokgezen) e Claudia Fischer (Janette Rauch), Hans Moor (Bruno F. Apitz) e Franziska Jung (Rhea Harder), che si alternano ciclicamente nel corso dei 27 episodi.
| nº | Titolo originale      | Titolo italiano          | Prima TV Germania | Prima TV Italia   |
| -- | --------------------- | ------------------------ | ----------------- | ----------------- |
| 1  | Kampf der herzen      | Colpi bassi              | 18 settembre 2014 | 21 settembre 2015 |
| 2  | Das fremde Kind       | Il figlio estraneo       | 25 settembre 2014 | 22 settembre 2015 |
| 3  | Räuberschach          | Partita a scacchi        | 2 ottobre 2014    | 23 settembre 2015 |
| 4  | Die Außenseiterin     | Emarginata               | 9 ottobre 2014    | 24 settembre 2015 |
| 5  | Vater unter Verdacht  | Il peggiore dei sospetti | 16 ottobre 2014   | 25 settembre 2015 |
| 6  | Spanische Träume      | Sognando la Spagna       | 23 ottobre 2014   | 28 settembre 2015 |
| 7  | Sport ist Mord        | Lo spettro del doping    | 30 ottobre 2014   | 29 settembre 2015 |
| 8  | Das Alibi             | L'alibi                  | 6 novembre 2014   | 30 settembre 2015 |
| 9  | Betrogen              | Le prove del tradimento  | 13 novembre 2014  | 1 ottobre 2015    |
| 10 | Hausmusik             | La casa della musica     | 20 novembre 2014  | 2 ottobre 2015    |
| 11 | Scheinwelten          | Giovani annoiati         | 27 novembre 2014  | 5 ottobre 2015    |
| 12 | Bataillon d'Amour     | Il ricatto               | 4 dicembre 2014   | 6 ottobre 2015    |
| 13 | Diebe                 | Testimone chiave         | 11 dicembre 2014  | 7 ottobre 2015    |
| 14 | Rufis WG              | Il furto                 | 18 dicembre 2014  | 8 ottobre 2015    |
| 15 | Der Kuss der Spinne   | Il bacio del ragno       | 8 gennaio 2015    | 9 ottobre 2015    |
| 16 | Flucht ins Watt       | Una famiglia unita       | 15 gennaio 2015   | 12 ottobre 2015   |
| 17 | Vergessene Wahrheit   | La verità dimenticata    | 22 gennaio 2015   | 13 ottobre 2015   |
| 18 | Elenas letzte Chance  | L'ultima chance di Elena | 29 gennaio 2015   | 14 ottobre 2015   |
| 19 | Wo ist Papa?          | Aspettando papà          | 12 febbraio 2015  | 15 ottobre 2015   |
| 20 | Ausgetickt            | Violenza domestica       | 19 febbraio 2015  | 16 ottobre 2015   |
| 21 | Paulines Fall         | Il caso Pauline          | 26 febbraio 2015  | 19 ottobre 2015   |
| 22 | Verhinderte Liebe     | Proposta di matrimonio   | 5 marzo 2015      | 20 ottobre 2015   |
| 23 | Hans im Glück         | Istinto paterno          | 12 marzo 2015     | 21 ottobre 2015   |
| 24 | Fremde Heimat         | Clandestine              | 19 marzo 2015     | 22 ottobre 2015   |
| 25 | Ringo, Kim und Sidney | Ringo Kim e Sidney       | 26 marzo 2015     | 23 ottobre 2015   |
| 26 | Endlich schlank       | Pillole miracolose       | 2 aprile 2015     | 26 ottobre 2015   |
| 27 | Verfluchte Liebe      | Amore dannato            | 9 aprile 2015     | 27 ottobre 2015   |